# David Lange
David Russell Lange ONZ CH PC (4 de agosto de 1942 - 13 de agosto de 2005) fue un abogado y político neozelandés que se desempeñó como el 32.º primer ministro de Nueva Zelanda de 1984 a 1989.
Abogado de profesión, Lange fue elegido por primera vez al Parlamento de Nueva Zelanda en una elección parcial en Mangere de 1977. Lange se convirtió en el Líder del Partido Laborista de Nueva Zelanda y Líder de la oposición en 1983, sucediendo a Bill Rowling.
Cuando el primer ministro Robert Muldoon convocó a elecciones para julio de 1984, Lange llevó a su partido a una victoria aplastante, convirtiéndose, a la edad de 41 años, en el primer ministro más joven de Nueva Zelanda del siglo XX. Lange tomó varias medidas para lidiar con los problemas económicos que había heredado del gobierno anterior. Algunas de las medidas que tomó fueron controvertidas; El espíritu de libre mercado del Cuarto Gobierno Laborista no siempre se ajustaba a las expectativas tradicionales de un partido socialdemócrata. También cumplió la promesa de campaña de negar las instalaciones portuarias de Nueva Zelanda a buques con armas nucleares y propulsados por energía nuclear, haciendo de Nueva Zelanda una zona libre de armas nucleares. Lange y su partido fueron reelegidos en agosto de 1987; paralelamente ejerció como ministro de Educación y renunció dos años después, siendo sucedido por su adjunto, Geoffrey Palmer. Bajo el gobierno de Palmer fungió como Fiscal general entre 1989 y 1990. Se retiró del Parlamento en 1996. 
La primera ministra Helen Clark describió la legislación libre de armas nucleares de Nueva Zelanda como su legado.